# Svend Aage Møllnitz
Svend Aage Møllnitz (7. juli 1897 på Østerbro i København – 18. september 1988 i Herlev) var en dansk fodboldspiller.
Møllnitz spillede på midtbanen i B.1903 og vandt det danske mesterskab 1920 og 1926.
Han spillede på landsholdet 1927 mod Norge i Idrætsparken, en kamp som Danmark vandt 3-1. Han var 30 år i sin debut som også blev hans eneste landskamp. 